# Jacques Bruyas
Jacques Bruyas, né à Lyon (France) le 13 juillet 1635 et mort à Caughnawaga (Canada) le 15 juin 1712, est un prêtre jésuite français, missionnaire en Nouvelle-France (Canada).

## Biographie
Entré dans la Compagnie de Jésus en 1651, il débarque en Nouvelle-France en 1666 et va y servir quarante-six ans au cœur du peuple iroquois, devenant en 1691, supérieur des jésuites œuvrant au sein des tribus iroquoises.
Excellent connaisseur de la langue, des coutumes et des mœurs des Iroquois il fut souvent envoyé par le gouverneur Louis de Buade de Frontenac comme son négociateur auprès d'eux.

## Œuvres
On lui doit un catéchisme, des prières en langue iroquoise ainsi que la première grammaire de cette langue.
En 2006 a été publié par l'Université du Michigan son ouvrage Radical words of the Mohawk langage, with their derivatives.